# Lukivka, Kovel
Lukivka (în ucraineană Луківка) este un sat în comuna Kozlînîci din raionul Kovel, regiunea Volînia, Ucraina.

## Demografie
Componența lingvistică a localității Lukivka
     Ucraineană (98,79%)
     Rusă (1,21%)
Conform recensământului din 2001, majoritatea populației localității Lukivka era vorbitoare de ucraineană (98,79%), existând în minoritate și vorbitori de rusă (1,21%).